# إيتيفوكسين
إيتيفوكسين هو مضاد قلق ومضاد اختلاج، طورته شركة هوكست في ستينات القرن العشرين.